# Karlivka (huyện)
Huyện Karlivka (tiếng Ukraina: Карлівський район, chuyển tự: Karlivkas’kyi raion) là một huyện của tỉnh Poltava thuộc Ukraina. Huyện Karlivka có diện tích 854 kilômét vuông, dân số theo điều tra dân số ngày 5 tháng 12 năm 2001 là 41641 người với mật độ 49 người/km2. Trung tâm huyện nằm ở Karlivka.